# Adirondack Forty-Sixers
 (juin 2024).

Logo officiel des Adirondack Forty-Sixers

Les Adirondack 46ers sont une organisation de randonneurs qui ont gravi les 46 hauts sommets traditionnellement reconnus des montagnes Adirondack. Ils sont souvent appelés 46ers. En 2023, il y avait près de 15 000 membres inscrits. L'organisation soutient principalement les efforts visant à maintenir la nature sauvage des Adirondack High Peaks et encourage les aspirants membres à travers un programme de correspondants.

## Histoire

### Origines

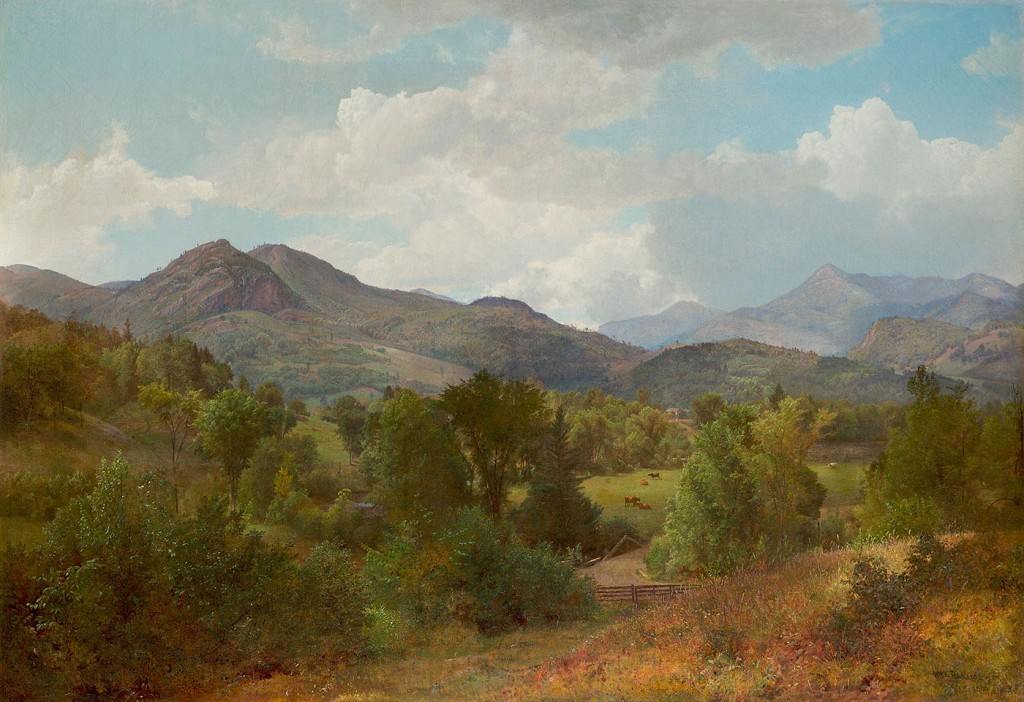
Bouquet Valley dans les Adirondacks par William Trost Richards, 1863

Les premiers 46ers étaient les frères Robert et George Marshall, ainsi que leur guide et ami de la famille Herbert Clark. Les Marshall ont passé une grande partie de leur enfance dans les Adirondacks, obsédés par la collection de cartes Verplanck Colvin appartenant à leur père, Louis Marshall. Ils ont élaboré des critères pour les hauts sommets qu'ils graviraient : chaque sommet s'élevant à plus 4 000 pieds (1 219 m) au-dessus du niveau de la mer a été pris en compte, et ceux avec au moins 300 pieds (91,44 m) d'élévation verticale de tous côtés ou séparé du sommet le plus proche de 0,75 milles (1,21 km) ont été ajoutés à leur liste. Ils choisirent 42 sommets et les gravirent tous entre 1918 et 1924. Alors qu'ils prévoyaient initialement de gravir uniquement les sommets supérieurs 4 000 pieds (1 219 m), ils gravirent plus tard quatre 4 000 pieds (1 219 m) montagnes supplémentaires, sur suggestion d'amis.
Au moment où ils ont entrepris cet objectif, il n'y avait aucun sentier menant à la plupart des sommets. Cela a fait du sommet des quarante-six un accomplissement particulièrement formidable. Le trio gravit pour la première fois le mont Whiteface le 1er août 1918 et termina la 46 avec le mont Emmons le 10 juin 1925. L'un des sommets, le mont Marshall dans la chaîne MacIntyre, a depuis été nommé en l'honneur de Robert, et Herbert Brook (l'approche la plus populaire de Marshall) a été nommé en l'honneur de leur guide Herbert Clark.

### Financement
En tant qu'organisation, les Adirondack Forty-Sixers remonte à 1936. Ernest R. Ryder et Edward L. Hudowalski ont formé un club social connu à l'origine sous le nom de Troy Forty-Sixers pour les personnes qui avaient réussi à gravir les 46 hauts sommets des Adirondacks figurant sur la liste des frères Marshall. Le club a ensuite élargi son effectif et a été officiellement constitué par l'État de New York sous le nom d'Adirondack Forty-Sixers en 1948.

### Grace Hudowalski
En 1937, Grace Hudowalski est devenue la neuvième personne et la première femme à gravir les 46 hauts sommets des Adirondacks,. En 2014, la montagne anciennement connue sous le nom d'East Dix a été rebaptisée Grace Peak en son honneur en raison de cet accomplissement,. Elle deviendra plus tard la matriarche de la famille des 46ers, historienne du club pendant plus de 60 ans jusqu'à sa retraite à 90 ans en 1996. En mai 2013, Summit Pictures, LLC et le réalisateur Fred Schoewbel ont sorti The Mountains Will Wait for You, un documentaire narré par Johnny Cash célébrant la vie de Grace Hudowalski.

## Les 46 sommets traditionnels
Bien que de nombreux sommets qui étaient inaccessibles à l'époque des frères Marshall disposent désormais de sentiers très fréquentés, s'attaquer aux 46 High Peaks reste un défi considérable. Le terrain technique escarpé constitue peut-être le plus grand obstacle. La forme physique, l'endurance et l'équilibre sont primordiales face au 46 sommets. De plus, de nombreux sommets sont situés à des kilomètres de toute route, ce qui oblige les grimpeurs à trouver des terrains de camping ou des lean-to pour interrompre le trajet. Les randonneurs ambitieux peuvent également s'attaquer à ces sommets inaccessibles avec des départs alpins (avant le lever du soleil) et de longues journées de trekking.
| Rang | Sommet         | Élévation (pieds) |
| ---- | -------------- | ----------------- |
| 1    | Marcy          | 5344              |
| 2    | Algonquin      | 5114              |
| 3    | Haystack       | 4960              |
| 4    | Skylight       | 4926              |
| 5    | Whiteface      | 4867              |
| 6    | Dix            | 4857              |
| 7    | Gray           | 4840              |
| 8    | Iroquois Peak  | 4840              |
| 9    | Basin          | 4827              |
| 10   | Gothics        | 4736              |
| 11   | Colden         | 4714              |
| 12   | Giant          | 4627              |
| 13   | Nippletop      | 4620              |
| 14   | Santanoni      | 4607              |
| 15   | Redfield       | 4606              |
| 16   | Wright Peak    | 4580              |
| 17   | Saddleback     | 4515              |
| 18   | Panther        | 4442              |
| 19   | TabletTop      | 4427              |
| 20   | Rocky Peak     | 4420              |
| 21   | Macomb         | 4405              |
| 22   | Armstrong      | 4400              |
| 23   | Hough          | 4400              |
| 24   | Seward         | 4361              |
| 25   | Marshall       | 4360              |
| 26   | Allen          | 4340              |
| 27   | Big Slide      | 4240              |
| 28   | Esther         | 4240              |
| 29   | Upper Wolf Jaw | 4185              |
| 30   | Lower Wolf Jaw | 4175              |
| 31   | Street         | 4166              |
| 32   | Phelps         | 4161              |
| 33   | Donaldson      | 4140              |
| 34   | Seymour        | 4120              |
| 35   | Sawteeth       | 4100              |
| 36   | Cascade        | 4098              |
| 37   | South Dix      | 4060              |
| 38   | Porter         | 4059              |
| 39   | Colvin         | 4057              |
| 40   | Emmons         | 4040              |
| 41   | Dial           | 4020              |
| 42   | Grace Peak     | 4012              |
| 43   | Blake Peak     | 3960              |
| 44   | Cliff          | 3960              |
| 45   | Nye            | 3895              |
| 46   | Couchsachraga  | 3820              |

Bien que des études géographiques ultérieures aient révélé que quatre des sommets (Blake, Cliff, Nye et Couchsachraga) avaient en réalité une altitude inférieure à 4 000 pieds (1 219 m), ils font toujours partie de la liste par tradition. De plus, on a découvert qu'une autre montagne, MacNaughton, avait été négligée et reste exclue de la liste. Bien qu'il s'élève à près de 4 000 pieds (1 219 m) exactement, MacNaughton n'est pas une exigence pour les aspirants Forty-Sixers.

## Adhésion et activités
En décembre 2022, il y avait près de quinze mille Forty-Sixers inscrits. Les membres sont priés de payer des cotisations annuelles afin de financer les activités du club, notamment un atelier annuel sur les compétences en plein air, des programmes d'entretien et d'intendance des sentiers et un « programme de correspondants » inspiré par Grace Hudowalski . Au début des 46ers, elle écrivait des lettres personnelles aux aspirants membres – une tradition qui se poursuit encore aujourd'hui.

Les 46ers se consacrent à la préservation et à l'accessibilité de la nature sauvage des Adirondack High Peaks. Ils organisent des événements d'entretien des sentiers avec les membres enregistrés, ainsi qu'un programme d'intendance au début des sentiers :
Les 46ers ont collaboré avec l'ADK et le DEC (Department of Environmental Conservation) pour établir le programme 46er Trailhead Steward. Les week-ends de l'été, les bénévoles de 46er accueillent les randonneurs au début du sentier Cascade et partagent des informations sur les règles et réglementations du DEC, les principes « ne laisser aucune trace » et fournissent des suggestions en matière de sécurité et de préparation.

## 46ers d'hiver
Certains 46ers remontent tous les sommets en hiver, et se voient décerner la distinction « Winter 46er » (la saison hiver est considérée comme étant du 21 décembre au 21 mars). Il s'agit d'une tâche très difficile en raison de la rigueur des hivers dans les Adirondacks. Certains sommets, comme Gothics, peuvent nécessiter des compétences techniques en escalade lorsqu'ils sont recouverts de neige et de glace. Les 46ers ont le droit de porter le patch supplémentaire « Winter 46-R ». Au 1er septembre 2020, il y avait 934 Winter 46ers.